# Российская поддержка сепаратистов в Донбассе
1. перенаправление Участие России в войне в Донбассе (2014—2022)